# Insurrecció Pernambucana
|  | Aquest article tracta sobre la revolta que va tenir lloc a Pernambuco entre 1645 i 1654. Si cerqueu l'aixecament del 1817, vegeu «Revolució pernambucana». |

La insurrecció de Pernambuco, també coneguda com Guerra da Luz Divina (1645-1654), va ser un moviment contra el domini holandès a l'antiga Capitania de Pernambuco. El moviment va tenir lloc en el context de la Guerra neerlando-portuguesa i va culminar amb l'expulsió dels holandesos de la regió nord-est del Brasil, seguida de la recuperació del territori per part de la corona portuguesa.

## Antecedents

Dominis de Nova Holanda.

Els portuguesos portaven gairebé quaranta anys en guerra amb els holandesos perquè Espanya i la República Holandesa lluitaven a la Guerra dels Vuitanta Anys, i Portugal estava governat per monarques espanyols. La guerra es lliurà gairebé íntegrament a l'estranger, amb els substituts mercantils holandesos, la Companyia Neerlandesa de les Índies Occidentals i la Companyia Neerlandesa de les Índies Orientals, atacant repetidament les possessions colonials de Portugal a Amèrica del Sud, a Àfrica, a l'Índia i a l'Extrem Orient. Portugal va estar en una postura defensiva a tot arreu i va rebre molt poca ajuda militar d'Espanya.
A principis de 1640, una flota portuguesa-espanyola no va poder desembarcar a Pernambuco, sent destruïda prop de l'illa d'Itamaracá, reprenent-se la guerra pel Brasil. Mentrestant, els holandesos van conquerir l'Illa de São Tomé i Luanda, a Angola, importants ports exportadors d'esclaus cap el Nou Món. Al nord-est del Brasil, els ingenis sucrers tenien dificultats en un any de plagues i sequera, pressionats per la Companyia de les Índies Occidentals, que va començar a cobrar la liquidació de deutes i a confiscar els molins als agricultors morosos. Aquesta conjuntura va provocar l'esclat de la insurrecció de Pernambuco.
Després de l'aclamació de Joan IV de Portugal el desembre de 1640, durant la Guerra de Restauració portuguesa, les aliances firmades per Portugal amb França i Suècia, el juny i agost de 1641, emmarcades en la Guerra dels Trenta Anys, es realitzaren per poder fer front als interessos castellans a Portugal així com als holandesos a les colònies portugueses. El Tractat de La Haia de 1641 va ser una treva de deu anys signada entre les Províncies Unides i Portugal, que a la pràctica es va limitar al continent europeu, doncs les hostilitats seguirien a les colònies neerlandeses i portugueses fins al final de la guerra.

## La insurrecció

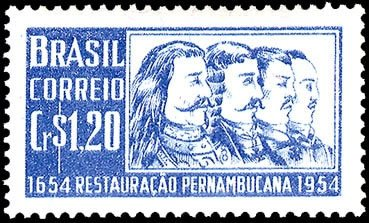
Segell commemoratiu del tricentenari de la Restauració del domini portuguès al nord-est brasiler. Hi apareixen Vieira, Vidal de Negreiros, Camarão i Dias.

El 15 de maig de 1645, reunits a l'Engenho de São João, divuit líders insurgents luso-brasilers van signar un compromís de lluitar contra el domini holandès a la capitania. El moviment va integrar forces liderades per André Vidal de Negreiros, João Fernandes Vieira, Henrique Dias i Filipe Camarão.
El 13 de juny de 1645 va començar la rebel·lió, encapçalada per Vidal i Vieira. Inicialment el govern holandès no va donar molta importància al moviment. Només quan se'ls va informar que Dias i Camarão avançaven cap a Alagoas es van adonar de la gravetat de la situació. Fou quan el governador holandès va començar a enviar tropes per sufocar els esclats de rebel·lió. El 3 d'agost de 1645, els dos exèrcits es van enfrontar a la batalla de Tabocas. El comandant holandès Hendrick Haus estava convençut que lluitaria contra homes sense experiència militar, i portava un gran nombre de cadenes per fer presoners els rebels. No obstant això, Haus finalment va ser atret a una emboscada que va resultar en la derrota de les tropes nord-europees.
La doble victòria portuguesa, a les muntanyes de Guararapes en 1648 i en 1649, es considera l'episodi decisiu de la Insurrecció Pernambucana, que va acabar amb les invasions holandeses del Brasil i l'anomenat Brasil neerlandès al segle xvii Després de les derrotes a Guararapes, els seus supervivents i les altres guarnicions de Nova Holanda es van reunir a la zona de Recife, i després de ferotges combats i un setge de dos anys, els portuguesos van entrar victoriosos a la ciutat el 28 de gener de 1654, acabant amb la pèrdua holandesa de la darrera colònia brasilera després de la Revolta lusobrasilenya.